# Монументальне мистецтво
Монумента́льне мисте́цтво (від лат. monumentum — пам'ятник) — рід образотворчого мистецтва, розрахованого на масове сприйняття. Його твори існують у синтезі з архітектурою, в архітектурному ансамблі (рідше у природному середовищі), у взаємодії з якою набувають остаточної ідейно-утворюючої завершеності.
До монументального мистецтва відносяться скульптурні пам'ятники та пам'ятники історичним подіям та особам, меморіальні ансамблі, присвячені епохальним явищам у житті народу, паркова скульптура, фонтани, скульптурні та живописні зображення, вітражі, мозаїки включені в інтер'єр чи екстер'єр архітектурної споруди. На відміну від станкового мистецтва (живописних картин, камерної скульптури) твори монументального мистецтва призначені не для музеїв, виставок та приватного житла, а споруджуються на площах, вулицях, парках, входять органічною частиною у великі громадські будівлі.
Твори монументального мистецтва відрізняються величчю і значимістю ідейного змісту, мають, зазвичай, суворі узагальнені форми і, як правило, створюються з довговічних матеріалів.

## Історія
Витоки монументального мистецтва сягають первісного суспільства. У менгірах, культових статуях та наскельних розписах втілені уявлення первісної людини про могутність сил природи, закріплено її трудові навички.
Монументальне мистецтво набуло широкого розвитку в Стародавньому Єгипті та в Стародавній Греції, пізніше у візантійському (мозаїка Равенни) та давньоруському мистецтві (фрески Києва, Новгорода, Владимира). Справжній розквіт монументального мистецтва настав у епоху Відродження (розписи Мікеланджело Буонарроті в Сікстинській капелі, фрески Рафаеля у Ватиканському палаці, настінний живопис Веронезе, скульптурні пам'ятники Донателло, Верроккйо та інших). Синтез пластичних мистецтв, що включає монументальне мистецтво, характерний для стилів бароко, рококо, класицизму.
В Україні монументальне мистецтво переживало піднесення в другій половині XVII—першій половині XVIII століть (розписи церкви святого Юра в Дрогобичі, Троїцької надбрамної церкви в Києво-Печерській лаврі та інше).

### Монументальне мистецтво в СРСР
1918 року було прийнято ленінський план монументальної пропаганди. Великих успіхів монументальне мистецтво досягло у 1930-ті роки (соціалістичне перетворення міст, споруди великого суспільного значення, художнє оформлення станцій метрополітену, каналів, виставок тощо). Значний внесок у його розвиток зробили скульптори Іван Шадр, Віра Мухіна, Микола Томський, Сергій Меркуров, живописці Олександр Дейнека, Євген Лансере та інші.
Після німецько-радянської війни новою формою монументального мистецтва з'явилися меморіальні ансамблі, присвячені героїці німецько-радянської війни (найбільші із них створені скульпторами Євгеном Вучетичем у Волгограді, Олександром Кібальниковим у Бересті, Михайлом Анікушиним в Ленінграді, Володимиром Цигалем у Новоросійську). Монументальне мистецтво стало невід'ємним компонентом формування естетичного вигляду сіл, селищ, міст. В ньому досягли успіху скульптори Лев Кербель, Василь Бородай, Ґедімінас Йокубоніс, живописці Андрій Мильніков, Ілля Богдеско, Володимир Замков, Олег Філатчов та інші.